# Le Sanatorium des exilés d'Ikaría
Le Sanatorium des exilés d'Ikaría, titre original en grec moderne : 1948-1949 Το σανατόριο εξορίστων Ικαρίας / 1948-1949 To Sanatório exoríston Ikarías , est un livre écrit par le médecin Dimítris Daliánis, publié en 1999 avec une deuxième édition en 2012. 
Le livre traite d'un sanatorium créé par des prisonniers politiques grecs exilés en Grèce durant la guerre civile, de 1947 à 1949, sur l'île d'Ikaría, dans la mer Égée, en Grèce.

## Contexte
En octobre 1944, la Grèce continentale est libérée des Allemands et des Italiens et les occupants quittent la Grèce. Les Allemands résistent une année de plus dans les îles grecques. Les Grecs qui ont combattu les forces d'occupation sont organisés dans le mouvement de résistance ELAS, qui est dirigé par les communistes, mais où un large éventail de Grecs de différentes couleurs politiques est représenté. Il existe également un autre mouvement de résistance, l'EDES, qui est un mouvement de résistance nationaliste. Les Britanniques et les Russes soutiennent le mouvement de résistance. Il y a aussi les Grecs qui soutiennent les occupants, les collaborateurs. 
Les partisans du mouvement de résistance libèrent la majeure partie de la Grèce lorsque les Britanniques occupent les grandes villes. Tous sont soulagés et heureux que la guerre soit terminée. Le gouvernement et l'armée grecs reviennent du Caire, en Égypte, où ils s'étaient exilés au début de la guerre pour échapper aux Allemands. Dès leur retour, les combats commencent entre le gouvernement soutenu par les Britanniques et l'ELAS, dans les principales villes de Grèce, dont Athènes, pour décider de qui gouvernera réellement la Grèce. Après un certain temps, il est convenu que des élections démocratiques soient organisées. 
À Várkiza, près d'Athènes, une réunion est organisée et les parties conviennent que la résistance rendra ses armes et que des élections libres seront organisées. Ce traité, connu sous le nom de traité de Várkiza, est signé le 12 février 1945. Malheureusement, il n'est pas appliqué, les gauchistes sont harcelés, arrêtés et abattus parce que le gouvernement et les Britanniques craignent que les communistes ne gagnent les élections. Les communistes jouissent d'une grande popularité pour avoir combattu les Allemands et les Italiens. Les forces occidentales craignent que Staline et l'Union soviétique ne gagnent en influence en Grèce. Bien que la Conférence de Yalta ait été organisée, où Churchill, Roosevelt et Staline conviennent que la Grèce dépendra de  l'Ouest, cela n'aide pas. Une guerre civile sanglante éclate avec les partisans dans les montagnes contre le gouvernement, soutenu par les Britanniques. La guerre froide commence. 

## Ikaría
L'île d'Ikaría est située à 143 milles nautiques (265 km) du Pirée, à l'est de la mer Égée, tout près de la côte turque. L'île fait 255 km2 et est très rocheuse mais verte. On y compte environ 8 000 habitants. Une des curiosités de l'île est qu'elle est l'une des cinq zones dites bleues du monde, où les gens vivent âgés. Un habitant de l'île d'Ikaria sur trois a plus de 90 ans. L'île est nommée Ikaría en référence au personnage mythologique d'Icare qui selon la légende aurait chuté près de l'île.

## À propos du livre
L'auteur, Dimítris Daliánis est  arrêté au printemps 1948, à Athènes pour activités illégales de gauche, avec plusieurs milliers d'autres partisans de l'ELAS. Plusieurs d'entre eux sont envoyés en exil vers des îles éloignées pour être plus facilement contrôlés et ne pas rejoindre les partisans dans les montagnes qui se sont battus contre le gouvernement. Pendant la guerre civile grecque de 1947-1949, on estime que plus de 10 000 prisonniers politiques ont été exilés sur l'île d'Ikaría.
Dimítris Daliánis est expédié, en juillet 1948 du Pirée sur un navire qui contenait 120 à 150 prisonniers politiques qui doivent également être déportés à Ikaría.

Ils sont menottés par paires pour ne pas s'échapper. Les gardes étaient armés de mitraillettes. Soudain, une tempête majeure éclate et Dimitris Dalianis est devenu très inquiet que le navire fasse naufrage et qu'ils se noient tous. Il a noté que les menottes qu'il avait étaient un peu trop larges pour son poignet et que s'il enfonçait sa main, il pourrait être libre. Il a réussi avec beaucoup d'efforts et une grande douleur à se libérer, sa main saignait et avait très mal à la main. Soudain, un prisonnier est tombé malade et s'est évanoui, quelqu'un a appelé - "Un médecin, vite." Dimitris Dalianis a couru là-bas et a réussi à rendre le prisonnier conscient à nouveau, finalement le capitaine a donné l'ordre d'ouvrir les menottes de tous les prisonniers, car il y avait un risque que le bateau fasse naufrage dans la tempête et il ne voulait pas la responsabilité qu'ils soie'y noyés menottés. Après une journée sur le bateau, ils arrivèrent à la ville portuaire Evdilos sur l'île d'Ikaria. Les prisonniers y étaient logés pour passer la nuit. Au bout de quelques jours, il rencontre le responsable des prisonniers exilés. Le commandant, qui était un jeune avocat, a déclaré. - "Dr Dimitris Dalianis, j'ai une mission importante pour vous, j'ai entendu dire que vous étiez médecin de la tuberculose (TB) à l'hôpital de Sotiria  à Athènes pendant toute l'occupation, et ont de très bonnes connaissances sur le traitement de la tuberculose."
Il y a beaucoup de prisonniers exilés malades de la tuberculose en mauvais état avec une forte fièvre et toussant du sang ici sur l'île. Ils ont été isolés dans un monastère déserté nommé Panagia tou Monte (Παναγιά του Μουντέ).] Nous ne voulons pas qu'ils infectent d'autres prisonniers, les insulaires ou les gardiens. Le commandant n'était intéressé qu'à isoler les prisonniers malades pour ne pas s'infecter eux-mêmes, pas à une thérapie pour rendre les prisonniers malades en bonne santé.
D'Evdilos, ils se sont d'abord rendus au monastère avec un petit bateau, puis à pied jusqu'au village voisin de Raches, puis avec une mule jusqu'au monastère lui-même. Le monastère était dans un état misérable, le toit fuyait, il n'y avait ni portes ni fenêtres, les malades, les prisonniers gisaient directement sur le sol et étaient en très mauvais état. Quand ils ont vu le Dr Dimitris Dalianis et ont découvert qu'il prendrait soin d'eux, leurs visages ont commencé à briller d'espoir. Ils savaient qu'ils avaient été laissés au monastère pour mourir, et maintenant ils pourraient peut-être se faire soigner et avoir une chance de survivre.
Dimitris Dalianis a reçu l'ordre de vérifier la présence de tous les prisonniers deux fois par jour. Les autorités craignent que les prisonniers ne s'évadent et ne rejoignent les partisans à Ikaria ou sur l'île voisine de Samos, où la guerre civile faisait toujours rage.
Dimitris Dalianis a consulté le médecin local, le Dr Tsantiri, dans le village voisin de Raches et s'est vite rendu compte qu'ils avaient besoin de matériel médical et de rations supplémentaires de nourriture car les patients tuberculeux avaient avant tout besoin d'une bonne nutrition pour survivre et être en bonne santé. Dimitris Dalianis a réussi à faire en sorte que la Croix-Rouge envoie du lait concentré et du riz aux prisonniers malades.
Le commandant de l'île a dit à Dimitris Dalianis qu'il s'occuperait lui-même des prisonniers malades. Dimitris Dalianis a protesté qu'il ne pouvait pas s'occuper lui-même de 60 prisonniers malades. Il avait besoin de l'aide de plus de personnel. Le commandant a dit qu'il ne pouvait pas l'obtenir. Pour obtenir plus de personnel, Dimitris Dalianis l'a résolu intelligemment en faisant appel à des prisonniers malades et en bonne santé dont il savait qu'ils avaient des connaissances médicales, y compris plusieurs infirmières professionnelles et un étudiant en médecine Vasilis Leoutsakos et quelques jeunes prisonniers forts qui pourraient aider à tout le travail lourd au sanatorium nécessaire pour être fait comme couper du bois, cuisiner, réparer le monastère brisé, toit étanche, réparer les fenêtres et les portes et les meubles en bois, y compris les lits qui manquaient. Dimitris Dalianis savait qu'il était très risqué de faire des prisonniers malades et sains, un médecin d'Athènes allait rapidement le révéler et il savait les conséquences que cela pouvait avoir. Torture, exécution ou au mieux en prison avec un régime encore plus sévère.